# Torsten Josephson

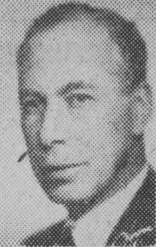
Torsten Josephson

Torsten August Harry Josephson, född 6 augusti 1901 i Stockholm, död 17 oktober 1967 i Stockholm, var en svensk arkitekt.
Han var son till Erik Josephson. Han studerade vid Byggnadsyrkesskolan vid Tekniska skolan i Stockholm 1921, Kungliga tekniska högskolan 1921–1924 och vid Konstakademien i Stockholm 1929–1931. Han var anställd vid byggnadsfirman Gumpel & Bengtsson i Stockholm 1928–1929 och hos arkitekt Isak Gustaf Clason 1929, hos arkitekt Hakon Ahlberg 1931–1932. Han var arkitekt utom stat vid Byggnadsstyrelsen från 1933 och länsarkitekt i Stockholms län 1936–1965.  

## Verk i urval
- Sommarstuga på Älgö, Nacka, 1933.
- Villor, bland annat i Djursholm.
- Ombyggnader i Stockholm.